# Pseudamphimeryx
Pseudamphimeryx és un gènere extint de mamífers artiodàctils de la família dels amfimerícids que visqueren a l'Europa occidental durant l'Eocè, fa entre 33,9 i 41,3 milions d'anys. Se n'han trobat restes fòssils a Espanya, França i Suïssa. Tenien les dents canines inferiors incisiviformes. La primera i segona dents premolars estaven separades per un diastema, tant en el maxil·lar superior com en l'inferior. L'articulació mandibular és més baixa que en Amphimeryx, el seu parent més proper. El nom genèric Pseudamphimeryx significa ‘fals Amphimeryx’.